# Руснеское староство
Руснеское староство (лит. Rusnės seniūnija) — одно из 11 староств Шилутского района, Клайпедского уезда Литвы. Административный центр — местечко Русне.

## География
Расположено в западной части Литвы, в Нижненеманской низменности на побережье Куршского залива. Староство находится на островах в дельте Немана, большая часть его территории заболочена и изрезана протоками отходящими от Русне (основного правого рукава Немана). 
Граничит с Кинтайским староством на севере, Шилутским староством на востоке, Славским районом Калининградской области России на юге, и омывается Куршским заливом на западе.
По территории староства протекает следующие реки: Скирвите, Старая Скирвите, Прасукнис, Шяшкине, Тесёйи, Ринда, Викис, Витине, Пялинтакис, Атшакеле, Видуйине, Шакуте, Скатуле, Шмулжёгис, Ворусне, Найкупе, Руснайте, Вилкине, Стагжёгис, Улмас, Бундулупе, Атмата, Парагеле, Палаукис, Думбле, Жайздрупе, Абромжёгис, Думбляле. Также на территории староства расположено множество небольших озёр: Думблис, Смайляжёгис, Калнупжёгис, Юодвалкис, и др.

## Население
Руснеское староство включает в себя местечко Русне и 5 деревень:
- Пакалне,
- Скирвите,
- Шишкранте,
- Уостадварис,
- Ворусне.[1]

## Достопримечательности
На территории деревни Уостадварис расположен один из старейших маяков Литвы и музей польдеров.